# Iron Man

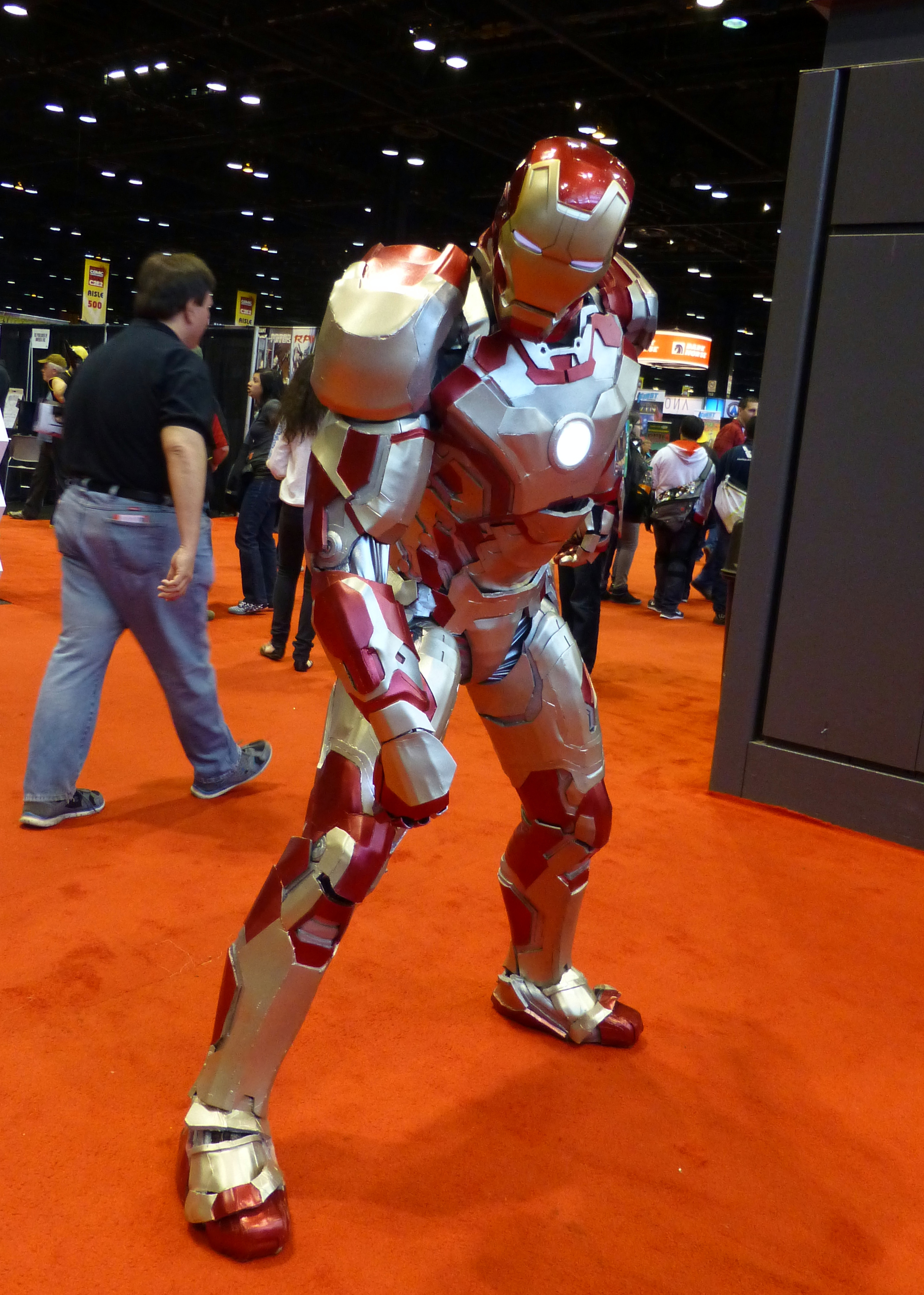
Cosplayer na Chicago Comic & Entertainment Expo 2014

Iron Man je fiktivní postava komiksových příběhů např. o Avengerech vydávaných nakladatelstvím Marvel Comics. Poprvé se objevil v komiksovém sešitu Tales of Suspense #39 roku 1963. Postavu vymyslel Stan Lee, do příběhu ji rozpracoval Larry Lieber a výtvarně ji ztvárnili Don Heck a Jack Kirby. V současnosti se jedná o jednu z nejúspěšnějších a nejslavnějších komiksových postav a to zejména díky jejímu filmovému zpracování ve filmové sérii Marvel Cinematic Universe, kde ho hraje Robert Downey Jr.

## Vydání
Stan Lee roku 1963 přišel s myšlenkou nového hrdiny, kterým měl být typický úspěšný kapitalista. S tímto konceptem přišel úmyslně v období probíhající Studené války. Nový hrdina měl reprezentovat americký vývoj. Tak vznikl příběh Tonyho Starka – amerického průmyslníka, velmi úspěšného prodejce zbraní. Lee se později nechal slyšet, že tímto pojetím šel proti zajetým kolejím komiksových hrdinů a že věřil, že se Iron Man ujme. Jako inspirace pro charakter Tonyho Starka posloužil Howard Hughes.
Původní oblek Iron Mana měl ocelově šedou barvu, v dalším čísle Tales of Suspense #40 byl změněn na zlatý, a konečně v 48. čísle na zlato-červený. Na počátku byl Iron-Man hlavní zbraní proti komunistům a bojoval proti vietnamským špionům. Od roku 1964 byl celý koncept komiksu Tales of Suspense přeměněn a nově se v něm objevovaly pouze příběhy Iron Mana a „Kapitána Ameriky“. V dubnu 1968 se objevil ve svém vlastním prvním komiksu Iron Man and Sub-Mariner a od května téhož roku ve své sérii The Invincible Iron Man. První série byla vydávána od roku 1968 do 1996 a čítala 332 čísel.
Druhá série The Invincible Iron Man Vol. 2 byla vydávána jeden rok od listopadu 1996 do listopadu 1997. Jejími hlavními autory byli Jim Lee, Scott Lobdell, Jeph Loeb a výtvarníci Whilce Portacio a Ryan Benjamin. Třetí série The Invincible Iron Man Vol. 3 byla vydávána od roku 1998 do 2004. Ta čítala 89 čísel. Hlavními autory byli Kurt Busiek a Roger Stern. Čtvrtá série The Invincible Iron Man Vol. 4 byla vydávána v období let 2005 až 2009 a čítala 16 čísel. Ještě během vydávání čtvrté série začala být vydávána i série pátá (od roku 2008), která čítala 33 čísel a byla ukončena v únoru 2011. Hlavními autory byli Matt Fraction a Salvador Larroca. Celkem bylo vydáno již přes 500 čísel. Fraction pokračoval i 29 čísly počítaným k první sérii (#500-527 a #500.1). V jiném řazení vystupuje tato pátá série s titulem The Invincible Iron Man a ostatní pouze jako Iron Man vol. 1, 2, 3 nebo 4.
Od listopadu 2012 do října 2014 byla v rámci Marvel NOW! vydávána šestá série, jejím autorem byl Kieron Gillen a čítala 31 čísel. V listopadu 2014 začala být vydávána série The Superior Iron Man, jejím autorem byl Tom Taylor a kreslíři Yildiray Çinar, Laura Braga a Felipe Watanabe. Po přechodu k All-New, All-Different Marvel byla v roce 2015 nahrazena sérií Invincible Iron Man Vol. 2, kterou psal Brian Michael Bendis a kreslili David Marquez a Mike Deodato Jr.. Série čítala 14 čísel a v listopadu 2016 byla nahrazena navazující sérií Invincible Iron Man Vol. 3. Tu i nadále psal Brian Michael Bendis a nově kreslil Stefano Caselli. Bendis využil předchozí sérii pro představení nové superhrdinky Riri Williamsové (poprvé představena v Invincible Iron Man Vol. 2 #7), která si sestrojila vlastní oblek a v sérii Invincible Iron Man Vol. 3 se stala hlavní protagonistkou série pod superhrdinským jménem Ironheart. Bendis během roku 2016 představil další sérii o Iron Manovi s názvem International Iron Man, kterou kreslil Alex Maleev. Série byla později v roce 2016 nahrazena navazující sérií Infamous Iron Man, ve které pokračovalo stejné tvůrčí duo. Roli Iron Mana zde převzal Victor von Doom.

### Hlavní série
- Tales of Suspense #39–99 (březen 1963 – březen 1968)
- Iron Man #1–332 (květen 1968 – září 1996)
- Iron Man vol. 2, #1–13 (listopad 1996 – listopad 1997)
- Iron Man vol. 3, #1–89 (únor 1998 – prosinec 2004)
- Iron Man vol. 4, #1–35 (leden 2005 – leden 2009)
- The Invincible Iron Man #1–33, 500–527 (červenec 2008 – únor 2011; březen 2011 – prosinec 2012)
- Iron Man vol. 5, #1–28 (listopad 2012 – červen 2014)
- Superior Iron Man, #1–9 (listopad 2014 – červen 2015)
- Invincible Iron Man Vol. 2 #1–14 (říjen 2015 – říjen 2016)
- Invincible Iron Man Vol. 3 #1–11 (listopad 2016 – září 2017)
- Invincible Iron Man Vol. 1 #593–600 (říjen 2017 – květen 2018)
- Tony Stark: Iron Man Vol. 1 #1–19 (červen 2018 – prosinec 2019)
- Iron Man 2020 Vol. 2 #1–6 (leden 2020 – srpen 2020)
- Iron Man vol. 6 #1–25 (září 2020 – listopad 2022)
- Invincible Iron Man Vol. 4 #1–… (prosinec 2022 – …)

### Spin-Off a minisérie
| - Iron Man 2020 – (1994) - Age of Innocence: The Rebirth of Iron Man – (1996) - Iron Man: The Iron Age #1-2 – (1998) - Iron Man: Bad Blood #1-4 – (2000) - Iron Man House of M #1-3 – (2005) - Fantastic Four / Iron Man: Big in Japan #1-4 – (2005-2006) - Iron Man: The Inevitable #1-6 – (2006) - Iron Man / Captain America: Casualties of War – (2007) - Iron Man: Hypervelocity #1-6 – (2007) - Iron Man: Enter the Mandarin #1-6 – (2007-2008) - Iron Man: Legacy of Doom – (2008) - Iron Man: Viva Las Vegas #1-2 (2008) - Ultimate Comics: Armor Wars #1-4 (2009 – 2010) - Iron Man vs. Whiplash #1-4 (2010) |  | - Iron Man Noir #1-4 (2010) - Rescue (2010) - Iron Man Titanium (2010) - Iron Man: The Rapture #1-4 (2011) - Ultimate Comics: Iron Man #1-4 (2012 – 2013) - War Machine #1-25 (duben 1994 – duben 1996) - U.S. War Machine #1-12 (Marvel MAX; listopad 2001 – leden 2002) - U.S. War Machine 2.0 #1-3 (Marvel MAX; září 2003) - War Machine vol. 2, #1-12 (únor 2009 – únor 2010) - Iron Man: Legacy #1-11 (červen 2010 – duben 2011) - Iron Man 2.0 #1-12 (duben 2011 – únor 2012) - Iron Patriot #1-5 (březen 2014 – červenec 2014) - International Iron Man #1–7 (březen 2016 – září 2016) - Infamous Iron Man #1–12 (říjen 2016 – září 2017) |

## Fiktivní biografie postavy

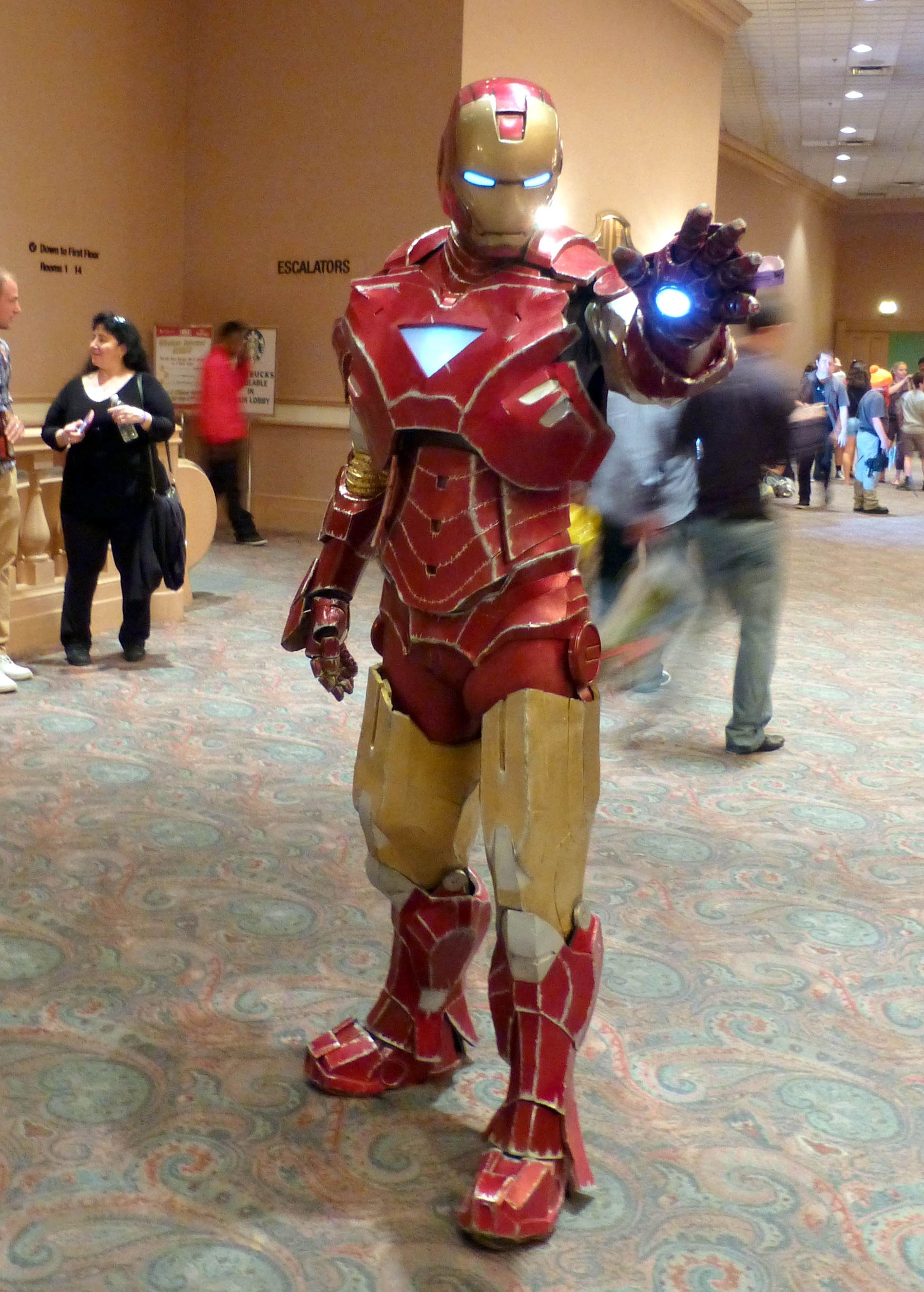
Cosplayer na Wizard World Chicago 2013

Anthony Edward Stark se narodil na newyorském ostrově Long Island. Jeho otec byl slavný vývojář a obchodník Howard Stark, který na Long Islandu založil společnost Stark Industries, která se specializuje na zbraně hromadného ničení. Tony byl již od útlého věku génius, v patnácti letech byl přijat na Massachusettský technologický institut, kde studoval elektroinženýrství a fyziku.
V dospělosti převzal vedení společnosti, neboť jeho rodiče zemřeli při autonehodě, a vyráběl zbraně pro americkou armádu. Při jedné prezentaci svých zbraní ve Vietnamu během vietnamské války byl zasažen šrapnely a zajat Wong-Chuem, který ho po operaci nutil sestrojit nejmodernější zbraně. Zmíněnou operaci provedl Ho Yinsen, fyzik a držitel Nobelovy ceny, který byl také vězněm. Jelikož šrapnely mířily do Starkova srdce, Yinsen vynalezl magnetické zařízení na jejich zadržení. Poté společně s Yinsenem vytvářeli ocelový oblek, s kterým později utekl ze zajetí. Během let autoři měnili prostředí a konflikty, kde byl Tony Stark zraněn a vězněn. Od vietnamské války, přes válku v Zálivu až po Afghánistán. Díky obleku utekl a vyhledal americkou základnu. Po cestě potkal zraněného vojáka Jamese Ruperta Rhodese, z kterého se později stal jeho přítel.
Zpátky doma zjistil, že bez magnetického zařízení by zemřel, proto ho musel každý den dobíjet v obleku Iron Mana. Jako krytí sloužila historka, že Iron Man je Tonyho bodyguard a maskot firmy. Pravdu sdělil jen své sekretářce Virginii „Pepper“ Potts. V původních příbězích byl silným antikomunistou, ale postupem času se jeho charakter přerodil a přestal dodávat zbraně americké armádě. Dále jen vyvíjel technologie a vylepšení pro S.H.I.E.L.D., Avengers a X-Meny.
Postupem času (a technologií) si Stark vybudoval lepší a modernější napájecí zařízení a vylepšil svůj oblek (např. mohl létat do vesmíru), z kterého učinil silnou zbraň. Ve skutečném roce 1979 si prošel těžkou závislostí na alkoholu (v příbězích Demon in a Bottle). Později jeho rival Obadiah Stane ho manipuloval tak, aby u něj vyvolal emoční záchvaty, a tím ho připravil o vliv ve společnosti. Stark na dlouhou dobu přišel o svou společnost i identitu Iron Mana, kterou převzal James Rupert Rhodes. Nakonec se však vzpamatoval a vrátil se do obleku Iron Mana, kdy Rhodes získal svůj vlastní. Společně porazili Stanea, který nakonec spáchal sebevraždu.
Po těchto událostech byl Stark mnoho let Iron Manem, stal se zakládajícím členem týmu Avengers, později se ale připojil například k týmu Ultimates, či na krátkou dobu ke Strážcům Galaxie. Ve světě Marvelu se stal jedním z neoblíbenějších hrdinů a tak se účastnil mnohých eventů a crossoverů. Kromě rol superhrdiny ale byl nějakou dobu dokonce i ředitelem S.H.I.E.L.D.u.
Iron Man je členem celé řady týmů Marvel, např. Avengers nebo Ultimates.

### Marvel NOW!
Po relaunchi Marvel vesmíru (Marvel NOW!) Tony Stark vynalezl novou umělou inteligenci nazvanou P.E.P.P.E.R a připojil se ke Strážcům Galaxie. Po událostech eventu AXIS byla jeho osobnost pozměněna a Stark se stal znovu více sobeckým, zištným a závislým na alkoholu. V sérii Superior Iron Man vynalezl nový techno-virus Extremis 3.0, který lidem mohl přinést krásu, zdraví a dokonce i nesmrtelnost. Rovněž si postavil nový, netradičně bílý oblek. Poté, co lidi nalákal na free verzi Extremis 3.0, jim začal účtovat neúnosný denní poplatek 100 dolarů.
Po událostech eventu Secret Wars a změnách spojených s All-New, All-Different Marvel, se Starkova osobnost vrátila před změny z Marvel NOW!. Postavil si nový oblek (netradičího tvaru) a vyvinul novou umělou inteligenci se jménem Friday. V minisérii International Iron Man bylo odhaleno, že Tony je adoptivní syn Starků, a že jeho skutečnou matkou je zpěvačka a tajná agentka S.H.I.E.L.D.u Amanda Armstrong. Na konci roku 2016 se zřekl role Iron Mana a jeho pozici převzala patnáctiletá studentka MIT Riri Williamsová, která vystupuje pod superhrdinským jménem Ironheart.

## Česká vydání
V České republice vydává komiksové knihy Iron Man nakladatelství Crew.
- 2010 – Iron Man - Extremis, (autoři: Warren Ellis a Adi Granov: Iron Man vol. 4 #1–6, 2005-06)
- 2013 – Ultimátní komiksový komplet #43: Iron Man - Extremis, (autoři: Warren Ellis a Adi Granov: Iron Man vol. 4 #1–6, 2005-06)
- 2013 – Ultimátní komiksový komplet #58: The Invincible Iron Man – Pět nočních můr, (autoři: Matt Fraction a Salvador Larroca: The Invincible Iron Man #1–7, 2008–09)
- 2014 – Ultimátní komiksový komplet #01: Iron Man – Démon v lahvi, (autoři: David Michelinie a John Romita jr.: Iron Man vol. 1 #120–128, 1979)
- 2015 – Ultimátní komiksový komplet #85: Marvel: Počátky – 60. léta, (autoři: Stan Lee, Larry Lieber a Don Heck: Tales of Suspense #39, 1963)
- 2015 – Ultimátní komiksový komplet #91: Invincible Iron Man – Tragédie a triumf, (autoři: Stan Lee, Archie Goodwin, Gene Colan a Johny Craig: Tales of Suspense #91–99, Iron Man and Sub-Mariner #1 a Iron Man vol. 1 #1–4, 1967–68).
- 2016 – Nejmocnější hrdinové Marvelu #05: Iron Man, (autoři: Kurt Busiek a Sean Chen: Iron Man Vol. 3 #1 a 2, 1998; Joe Quesada a Sean Chen: Iron Man Vol. 3 #26–30, 2000; Stan Lee, Larry Lieber a Don Heck: Tales of Suspense #39, 1963.
- 2017 – Ultimátní komiksový komplet #101: The Invincible Iron Man – Začátek konce, (autoři: Archie Goodwin a George Tuska: Iron Man vol. 1 #14-23, 1969–70)
- 2020 – Nejmocnější hrdinové Marvelu #114: Ironheart, (autoři: Brian Michael Bendis a Mike Deodato Jr.: Invincible Iron Man (Vol. 3) #7–12 (části, 2016); Brian Michael Bendis a Stefano Caselli: Invincible Iron Man (Vol. 4) #1–6 2017).
- 2021 – Nejmocnější hrdinové Marvelu #115: Neoblíbený Iron Man, (autoři: Brian Michael Bendis a Alex Maleev: Infamous Iron Man (Vol. 1) #1–6 (2016–17).
- Tony Stark - Iron Man (Fresh Start)
  - 2020 – Tony Stark – Iron Man 1: Muž, který stvořil sám sebe (autoři: Dan Slott, Valerio Schiti, Max Dunbar a Gang Hyuk Lim: Tony Stark – Iron Man Vol. 1 #1–5, 2018)
  - 2021 – Tony Stark – Iron Man 2: Železný starkofág (autoři: Dan Slott, Jeremy Whitley, Jim Zub, Valerio Schiti a Paolo Villanelli: Tony Stark – Iron Man Vol. 1 #6–11, 2018–19)
  - 2021 – Tony Stark – Iron Man 3: Válka říší (autoři: Gail Simone, Paolo Villanelli, Dan Slott, Jim Zub a Valerio Schiti: Tony Stark – Iron Man Vol. 1 #12–14, 2019)
  - 2022 – Tony Stark – Iron Man 4: Ultronův program (autoři: Christos N. Gage, Dan Slott, Jim Zub, Francesco Manna, Paco Medina, Juanan Ramirez, Valerio Schiti: Tony Stark – Iron Man Vol. 1 #15–19, 2019)
- 2022 – Iron Man 2020: Roborevoluce (autoři: Christos N. Gage, Dan Slott a Pete Woods: Iron Man 2020 #1–6, 2020)

## Film a televize

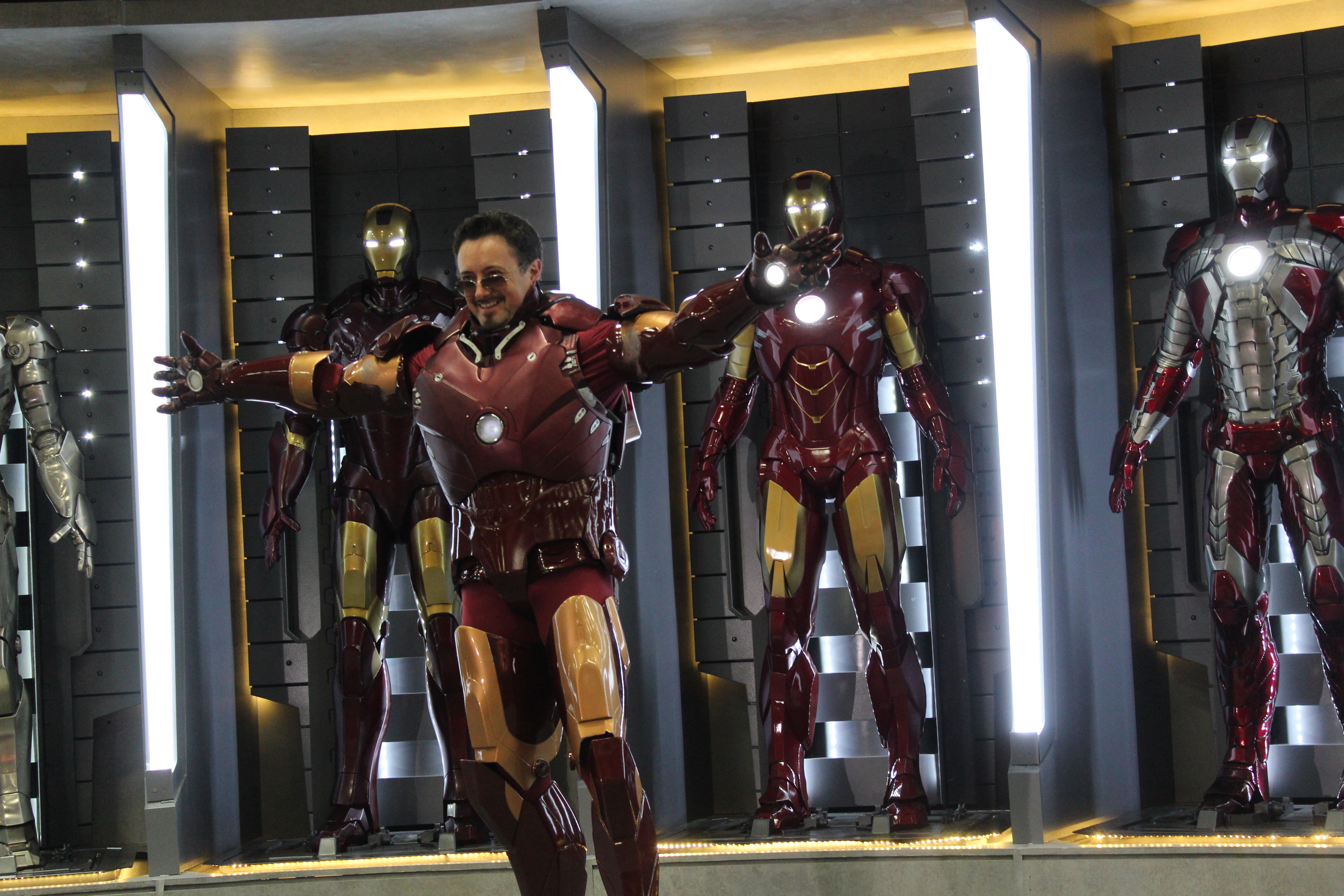
Cosplayer v pozadí s figurínami z filmových verzí obleku.

### Film
- 2008 – Iron Man – režie Jon Favreau, v hlavní roli Robert Downey Jr.
- 2010 – Iron Man 2 – režie Jon Favreau, v hlavní roli Robert Downey Jr.
- 2013 – Iron Man 3 – režie Shane Black, v hlavní roli Robert Downey Jr.

Iron Man se v MCU objevil nejen ve své trilogii, ale i v dalších filmech Marvel Cinematic Universe:
- 2012 – Avengers – v hlavní roli Robert Downey Jr.
- 2015 – Avengers: Age of Ultron – v hlavní roli Robert Downey Jr.
- 2016 – Captain America: Občanská válka – v hlavní roli Robert Downey Jr.
- 2017 – Spider-Man: Homecoming – v hlavní roli Robert Downey Jr.
- 2018 – Avengers: Infinity War – v hlavní roli Robert Downey Jr.
- 2019 – Avengers: Endgame – v hlavní roli Robert Downey Jr.

### Animované filmy a seriály
- 1966 – The Marvel Super Heroes – seriál
- 1994–1996 – Iron Man – seriál, 26 dílů
- 2007 – The Invincible Iron Man – film
- 2009–2012 – Iron Man: Armored Adventures – seriál, 52 dílů
- 2013 – Iron Man: Rise of Technovore – film
- 2013 – Iron Man and Hulk: Heroes United – film
- 2014 – Iron Man and Captain America: Heroes United – film